# Кулинхой
Кулинхой, Кулк-Аул (чечен. Куланха) — село в Веденском районе Чеченской Республики. Входит в состав Хойского сельского поселения.

## География
Село расположено на левом берегу реки Ахкете, к югу от районного центра Ведено.

## История
До упразднения Чечено-Ингушской АССР в 1944 году, село входило в состав Чеберлоевского района. Ныне, согласно планам восстановления Чеберлоевского района, село планируется передать в его состав.